# 壳牌麦斯大楼

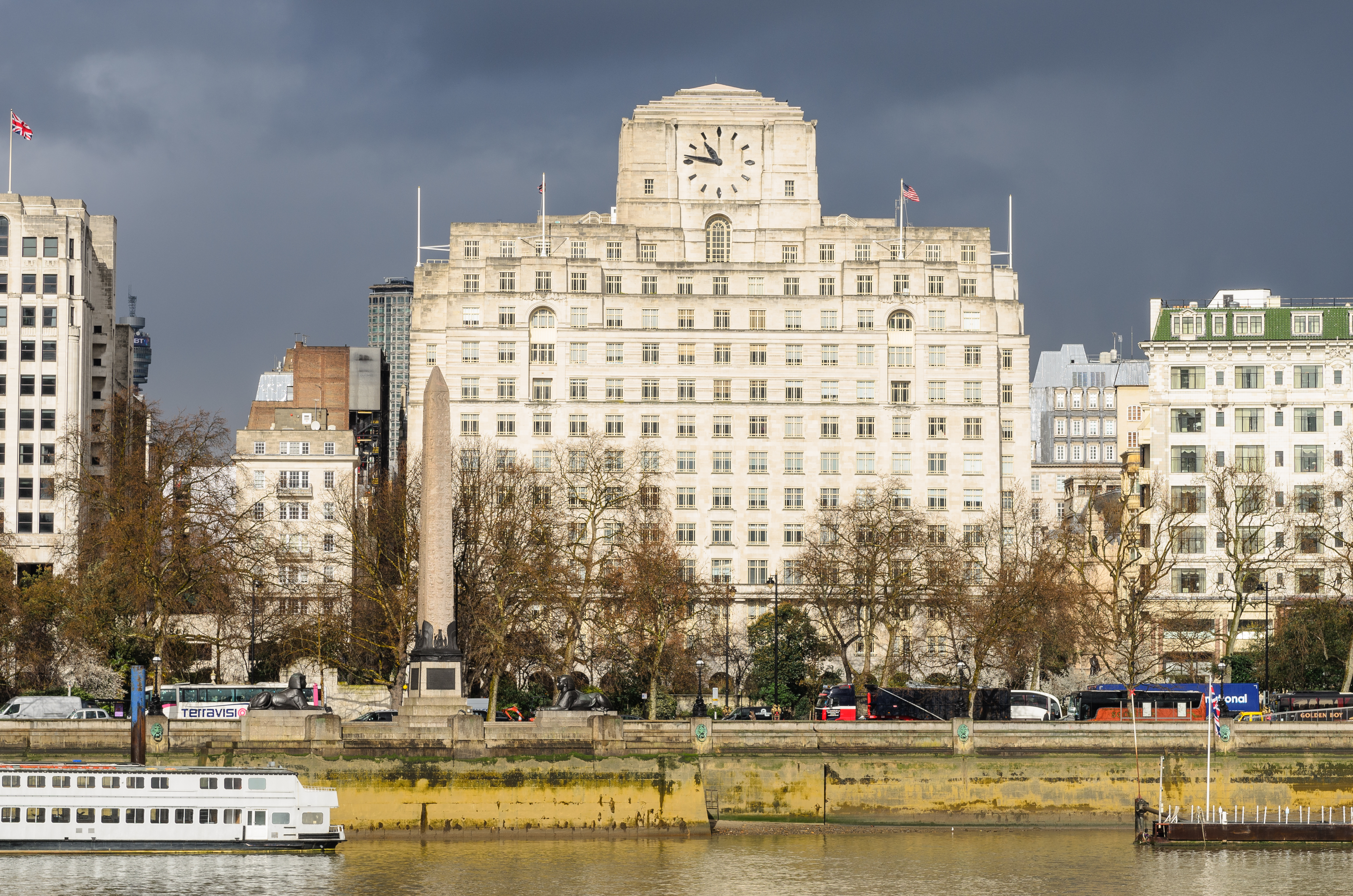
壳牌麦斯大楼

壳牌麦斯大楼（Shell Mex House）是一座II级登录建筑，位于英国伦敦河岸街80号，介于阿德尔菲（Adelphi）与萨沃伊酒店之间。该建筑建于1930–31年，位于塞西尔饭店（Hotel Cecil）原址，大体上为装饰艺术风格，由由约瑟夫建筑事务所的欧内斯特·约瑟夫设计。
壳牌麦斯大楼高58米，建筑面积537,000 sq ft（49,900 m2），包括地下室共12层。大楼南侧钟楼的大钟是伦敦最大的。
壳牌麦斯大楼自建成哟后，曾多年作为壳牌公司的伦敦总部。今天，该楼简称为河岸街80号，大部分楼层由培生集团及相关公司如企鹅图书、多林金德斯利等占据。

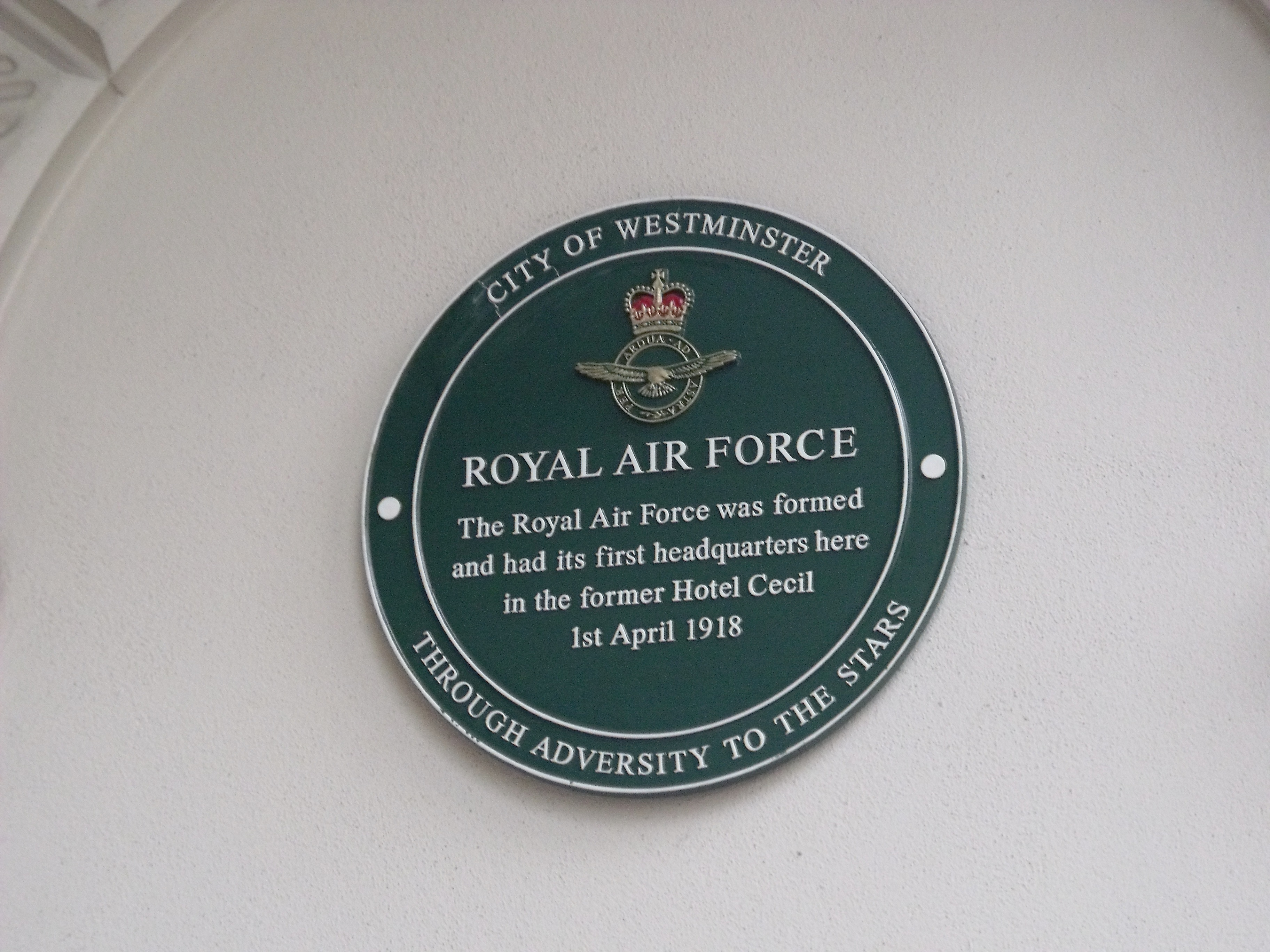